# 맬컴 애터버리

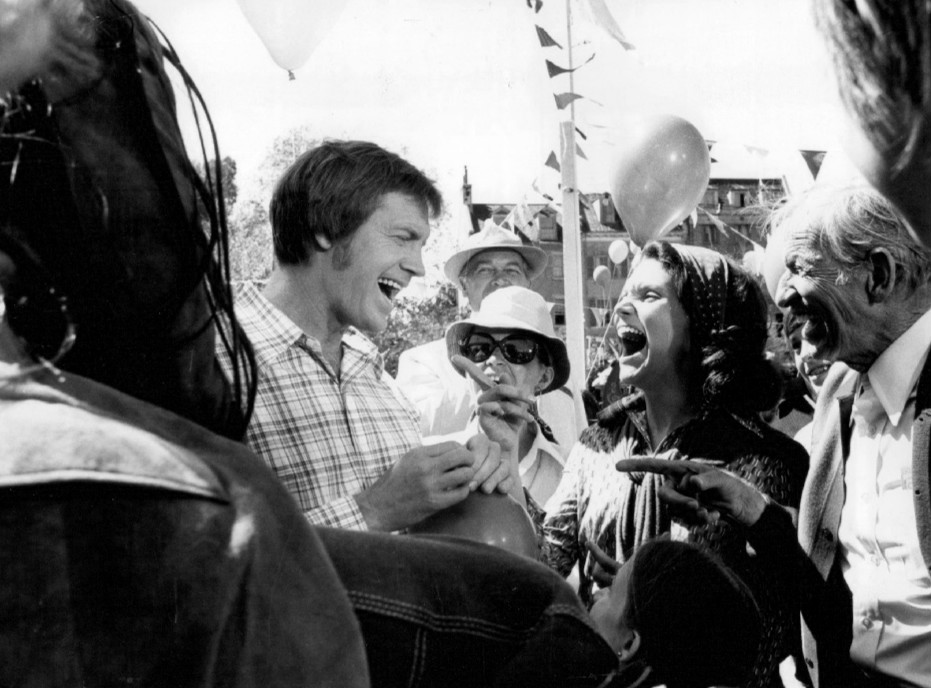

맬컴 애터버리(Malcolm Atterbury, 1907년 2월 20일 ~ 1992년 8월 16일)는 미국의 배우이다.
필라델피아에서 태어났으며 베벌리힐스에서 사망하였다.

## 영화
- 북극의 제왕 (1973년)
- 더 러닝 트리 (1969년)
- 하와이 (1966년)
- 체이스 (1966년)
- FBI (1965년)
- 세븐 데이스 인 메이 (1964년)
- 도망자 (1963년)
- 새 (1963년)
- 애드바이즈 앤 컨센트 (1962년) - 세너터 톰 오거스트 역
- 썸머 앤 스모크 (1961년)
- 폴 뉴먼의 고독한 관계 (1960년)
- 분노의 강 (1960년)
- 보난자 (1959년)
- 리오 브라보 (1959년)
- 북북서로 진로를 돌려라 (1959년)
- 몬스터 만드는 법 (1958년)
- 프럼 헬 투 텍사스 (1958년)
- 서부의 파라딘 (1957년)
- 페리 메이슨 (1957년)
- 블러드 오브 드라큐라 (1957년)
- 잇 워즈 어 틴에지 웨어울프 (1957년)
- 론 레인저 (1956년)
- 거리의 범죄 (1956년)
- 딜론 보안관 (1955년)
- 달려라 래시 (1954년)